# نيك باين
نيك باين (بالإنجليزية: Nick Payne)‏ هو مؤلف وكاتب مسرحي بريطاني، ولد في 1984.

## وصلات خارجية
- نيك باين على موقع IMDb (الإنجليزية)
- نيك باين على موقع قاعدة بيانات برودواي على الإنترنت (الإنجليزية)
- نيك باين على موقع قاعدة بيانات الفيلم (الإنجليزية)